# JOnAS
JOnAS es un servidor de aplicaciones J2EE de código abierto implementado en Java.
JOnAS forma parte de la iniciativa de código abierto de ObjectWeb, la cual fue lanzada en colaboración con varios socios, entre los que se encuentran Bull, France Télécom e INRIA.
JOnAS se libera bajo licencia de código abierto LGPL.

## Certificación Java EE
JOnAS fue certificado para Java EE 5, el 17 de marzo de 2009. Fue el primer servidor de código abierto certificado gratuitamente, mediante un proceso conocido como "beca J2EE" y establecido por Sun para organizaciones sin fines de lucro [cita requerida]. JOnAS es considerado tecnológicamente superior. La nueva arquitectura de JOnAS 5 se basa en gran parte en un marco (framwork) de OSGi que hace mucho más fácil que antes el desarrollo del componente dinámico [cita requerida].

## Consola de administración
JOnAS tiene una consola de administración remota relativamente clara, proporcionando herramientas fácilmente accesibles para carga e implementación remota de aplicaciones web [cita requerida], configuración de puertos de acceso web seguros y ordinarios, y gestionar los conjuntos de datos usuario nombre - contraseña - rol. Esta consola se basa en el código JavaScript [cita requerida]. Desde la primera impresión, las consolas de los servidores de código abierto comparable Java EE parecen más confusas, con muchas funciones necesarias no inmediatamente visibles [cita requerida]. Esto es, sin embargo, más importante en el proceso de enseñanza, ya que los servidores de Java EE no pretenden ser administrados por el usuario final [cita requerida].

## Entorno Java EE
JOnAS es un servidor de aplicaciones Java EE 5 de código abierto. Proporciona un contenedor EJB totalmente compatible mediante EasyBeans y está disponible con un contenedor web incrustado Tomcat o Jetty. Se admite cualquier JVM 1.5 o 1.6, y los intentos de ejecutar en una pila libre con GNU Classpath son prometedores. JOnAS se puede ejecutar en numerosos sistemas operativos como Linux, Windows, AIX, muchas plataformas POSIX y otros, siempre que esté disponible una máquina virtual Java (JVM).

## Entorno de OSGi
La versión 5 de JOnAS se basa totalmente en el marco (framework) OSGi; usando ya sea Apache Felix, Eclipse Equinox o Knopflerfish (aunque el paquete predeterminado de JOnAS viene con Apache Felix). Esto significa que todos los componentes de JOnAS están empaquetados como paquetes, por ejemplo el perfil completo de JOnAS viene con paquetes de más de 250.
La capa de servicio se implementa mediante Apache iPOJO, por lo tanto, la mayoría de los servicios de JOnAS certificados Java EE (persistencia, EJB, recursos,...) están directamente disponibles como servicios OSGi para todos los paquetes de OSGi desplegados en JOnAS. Lo inverso también es cierto: por ejemplo, un EJB3 directamente puede tener acceso a cualquier número de servicios OSGi mediante inyección dinámico.